# Bono Giamboni il Giovane
Bono Giamboni il Giovane (fl. XV secolo) è stato uno scrittore e letterato italiano conosciuto da sole citazioni di bibliografi.

## Biografia
Alcune sue opere dovevano essere note ancora nell'Ottocento se Francesco Tassi lo giudicava di stile inferiore al suo omonimo del XIII secolo, Bono Giamboni.
Nessuna delle sue opere è disponibile a stampa.